# Monte Brennan
Il Monte Brennan (in lingua inglese: Mount Brennan) è una montagna antartica a forma di cupola, che si innalza fino a 2.540 m, situata 13 km a nordest del Monte Cartwright; è la vetta più settentrionale dell'Hughes Range, catena montuosa che fa parte dei Monti della Regina Maud, in Antartide. Si estende in direzione nord-sud per 17 km ed ha una larghezza di 5 km.
Fu scoperto e fotografato dall'United States Geological Survey durante il Volo C del 29 febbraio-1 marzo 1940 e successivamente ispezionato dal glaciologo americano Albert Paddock Crary (1911-1987) nel 1957-58. 
La denominazione fu assegnata dallo stesso Crary in onore di Matthew J. Brennan, responsabile scientifico della Stazione Ellsworth al Polo Sud nel 1958.